# Melissa Dupré
Melissa Dupré (ur. 5 listopada 1986) – belgijska lekkoatletka specjalizująca się w rzucie oszczepem. 
Finalistka olimpijskiego festiwalu młodzieży Europy z Paryża (2003). W 2009 i 2011 startowała w uniwersjadzie. 
Reprezentantka Belgii w drużynowych mistrzostwach Europy, zimowym pucharze Europy w rzutach oraz pucharu Europy.
Medalistka mistrzostw Belgii w różnych kategoriach wiekowych. 
Rekord życiowy: 58,51 (17 maja 2012, Sint-Niklaas) – rezultat ten do 2017 roku był rekordem Belgii. 

## Osiągnięcia
| Rok  | Impreza                              | Miejsce   | Lokata             | Wynik |
| ---- | ------------------------------------ | --------- | ------------------ | ----- |
| 2003 | Olimpijski festiwal młodzieży Europy | Paryż     | 10. miejsce        | 44,39 |
| 2008 | I liga pucharu Europy                | Leiria    | 8. miejsce         | 48,09 |
| 2009 | Zimowy puchar Europy w rzutach       | Teneryfa  | 7. miejsce (gr. B) | 50,96 |
| 2009 | I liga drużynowych mistrzostw Europy | Bergen    | 7. miejsce         | 52,26 |
| 2009 | Uniwersjada                          | Belgrad   | 12. miejsce        | 50,48 |
| 2010 | I liga drużynowych mistrzostw Europy | Budapeszt | 5. miejsce         | 53,50 |
| 2011 | I liga drużynowych mistrzostw Europy | Izmir     | 6. miejsce         | 52,13 |
| 2011 | Uniwersjada                          | Shenzhen  | 5. miejsce         | 58,25 |